# 塞利亞塞利亞山
15°14′55″S 71°56′42″W / 15.24861°S 71.94500°W
塞利亞塞利亞山（Ccella Ccella），是秘魯的山峰，位於該國南部阿雷基帕大區，由卡斯蒂利亞省的喬科區負責管轄，屬於奇拉山脈的一部分，海拔高度5,049米。